# Марони, Джанкарло
Джанкарло Марони (итал. Giancarlo Maroni; 5 августа 1893 — 2 января 1952) — итальянский архитектор, сыгравший большую роль в архитектурной перестройке Италии после Первой мировой войны.

## Биография
Родился в 1893 году в Арко. С 1910 по 1915 год учился в Специальной архитектурной школе Академии изящного искусства в Милане.
В 1914 году началась Первая Мировая война, в которую также на стороне Антанты вступила Италия. В 1915 году Джанкарло вступил в горнострелковые силы Италии (Альпини). В ходе боевых действий был ранен, в результате чего дальнейшего участия в боях не принимал, находясь за линией фронта.
В 1919 году, после поездки в Рива-день-Гарда, взял на себя многие контракты по устранению ущерба от войны. В течение долгого времени занимался восстановлением послевоенных разрушений.
До 1924 года Джанкарло Марони вместе с братом, Руджеро Марони, работал в Комиссии по строительству коммуны Ривы. С 1920 по 1924 год являлся членом комиссии, составлявшей план развития коммуны с 1920 по 1924 год.
В течение жизни Марони сотрудничал с поэтом Габриэле Д’Аннунцио. Их сотрудничество началось с того, что Габриэле в 1921 году заказал Марони проект по перестройке виллы, принадлежавшей в прошлом искусствоведу Генри Тоде. Дружба и сотрудничество двух деятелей продолжались вплоть до смерти поэта в 1938 году.
В течение жизни Джанкарло Марони поддерживал контакт с такими деятелями искусства, как Пьетро Маруссиг, Гвидо Кароден, Джанчито Бардетти, Наполеоне Мартинуцци.
Джанкарло Марони умер в 1952 году и был похоронен в одной из арок мавзолея Витториале.

## Проекты
В течение жизни Марони занимался реконструкцией. Особенно остро этот вопрос стоял в Италии после войны, когда архитектор взял на себя ответственность за реконструкцию многих государственных зданий в городе Рива-Дель-Гарда. Позднее работал в качестве члена комиссии, ответственной за развитие города. На данном месте он занимался расширением переулков и улиц, обновлением районов, а также вынашивал проект по расширению города вдоль береговой линии.
Работал над реставрацией места рождения Габриэле Д’Аннунцио в Пескаре, которое было объявлено национальным памятником в 1927 году. Работы над зданием закончил в 1938 году. Во время Второй Мировой войны здание было повреждено, однако уже в 1949 году вновь открылось для туристов как дом-музей Габриэле д’Аннунцио.